# پاشاکلاه (سوادکوه شمالی)
پاشاکلا یک روستا در ایران است که در بخش مرکزی شهرستان سوادکوه شمالی در استان مازندران واقع شده‌است. پاشاکلا ۱۸۷ نفر جمعیت دارد.

## جمعیت
این روستا در دهستان لفور قرار دارد و براساس سرشماری مرکز آمار ایران در سال ۱۳۸۵، جمعیت آن ۱۷ نفر (۵ خانوار) بوده‌است. مردم این روستا به زبان طبری گویش میکنند.